# ロシア美術館

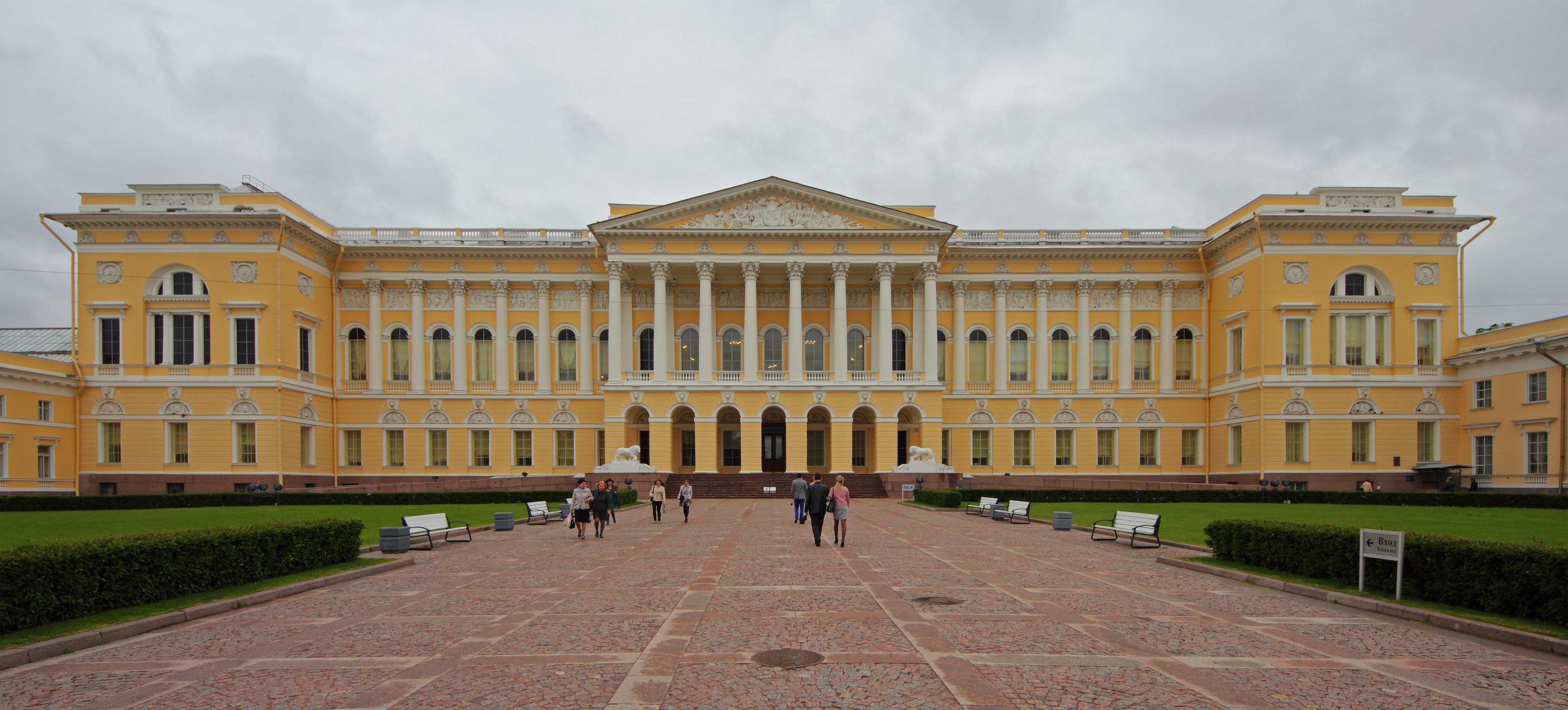
ロシア美術館（ミハイロフスキー宮殿）

国立ロシア美術館（ロシア語: Государственный Русский музей、英語: State Russian Museum）は、ロシア、サンクトペテルブルクにある美術館。旧名は、アレクサンドル3世皇帝記念ロシア美術館（Русский Музей Императора Александра III）。ロシアの美術館中、最大のコレクションをもつ。また、ロシア美術館本館に使用されているミハイロフスキー宮殿は、19世紀初頭におけるロシア新古典主義建築の傑作である。
ロシア美術館は、1895年4月13日にロシア皇帝ニコライ2世によって父帝アレクサンドル3世を記念してロシア最初の国立美術館として開館した。ロシア美術館の最初のコレクションは、エルミタージュ美術館および、アレクサンドロフスキー宮殿、ロシア帝国美術アカデミーの収蔵品から移動させられた。1917年のロシア革命後、多くの個人蔵のコレクションが国有財産となり、ロシア美術館の収蔵品となった。この中にはカジミール・マレーヴィチの「黒の正方形」（1915年）なども含まれる。
世界遺産サンクトペテルブルク歴史地区と関連建造物群の構成の一つである。

## 概要・歴史

### ミハイロフスキー宮殿
ロシア美術館の本館であるミハイロフスキー宮殿は、パーヴェル1世が第4皇子ミハイル大公のために建設を計画した宮殿である。設計はイタリア人建築家カリオ・ロッシによって行われた。ロッシは、宮殿の設計に当たって細微に渡り自ら吟味した。内装に関しては時代の変遷によって大きくアレンジを施されたが、18本のコリント式列柱により、華麗なアンピール様式をもつメインエントランスホールは当時のままである。
ミハイル大公の時代には、サンクトペテルブルクにおける宮廷文化の中心地の一角を占めていて、大公薨去後も、寡婦となったエレーナ大公妃主宰の文芸・音楽サロンが開かれ、これが契機となり、ロシア音楽友の会の発足を見る。ロシア音楽友の会は、ロシアにおける最初の音楽学校と評価されている。大公妃が薨去した後は、帝国政府に売却された。
ロシア皇帝アレクサンドル3世は、かねてより新たな美術館建設の構想を持っていたが、1894年に崩御し、皇太子ニコライ・アレクサンドロヴィチ大公が即位しニコライ2世となった。1895年4月13日ニコライ2世は、ミハイロフスキー宮殿をして新たなロシア造形芸術美術館とし故先帝に奉ずる勅令を発布した。ミハイロフスキー宮殿を美術館に改修したのは建築家のウラジーミル・スヴィニインである。1898年3月7日、ミハイロフスキー宮殿の改修が終了し、美術館として再出発した。

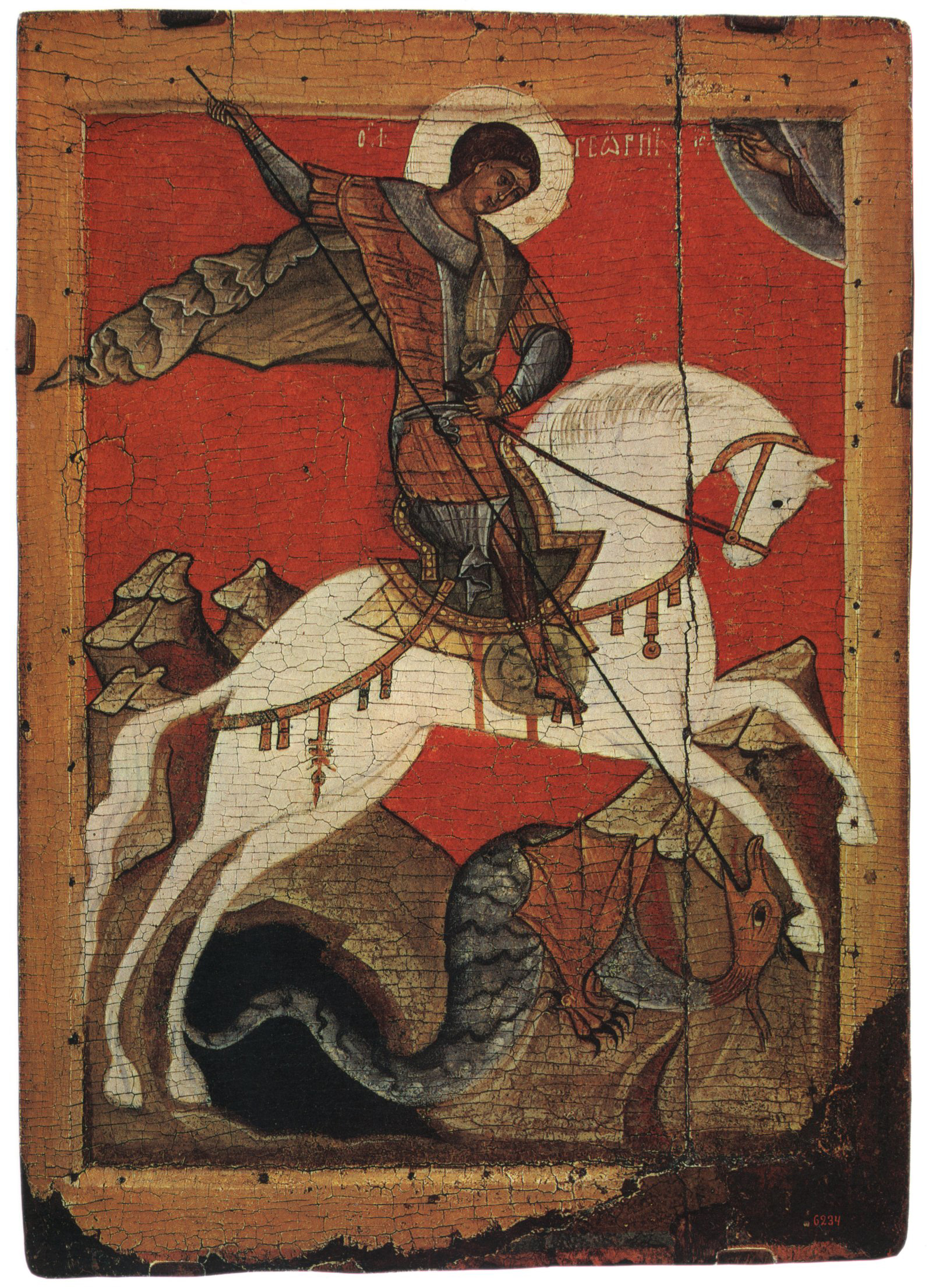
ロシア美術館所蔵の15世紀のイコン、ノヴゴロドの聖ゲオルギー（ゲオルギウス）

## コレクション
ロシア美術館は世界有数の美術品コレクションを収蔵する美術館のひとつである。美術館は、彫刻、小美術品、絵画、イコン、デッサンなどのコレクションを収納している。所蔵品は約37万点を数え、年々増大している。本館であるミハイロフスキー宮殿の他、別館として、ストロガノフ宮殿、大理石宮殿、ミハイロフスキー城がある。

### 18世紀から19世紀の作品
- ポンペイ最後の日（カール・ブリューロフ）
- Portrait of Murtaza Kuli Khan （ウラジーミル・ボロヴィコフスキー Vladimir Borovikovsky）
- The Brazen Serpent（フィデリオ・ブルーニ Fidelio Bruni）
- Phrine at the Festival of Poseidon at the Eleusinia （ヘンリク・ジーミラドフスキ Henryk Siemiradzki）
- ノリ・メ・タンゲレ - 復活したイエス・キリストがマグダラのマリアに現れる （アレクサンドル・アンドレイェヴィチ・イワノフ）
- マーリヤ・ルミャンツェフスカヤの肖像 （アレクセイ・アントロポフ Alexey Antropov）
- Bogatyr（ミハイル・ヴルーベリ）
- ヴォルガの船引き（イリヤ・レーピン）
- 第九の波 (イヴァン・アイヴァゾフスキー)

### 現代美術・19世紀から20世紀の作品
- 「黒の正方形」（カジミール・マレーヴィチ）
- 「消えうせたファシスト」（アルカジー・プラストフ Arkady Plastov）

## コレクション

『ポンペイ最後の日』 カール・ブリューロフ画
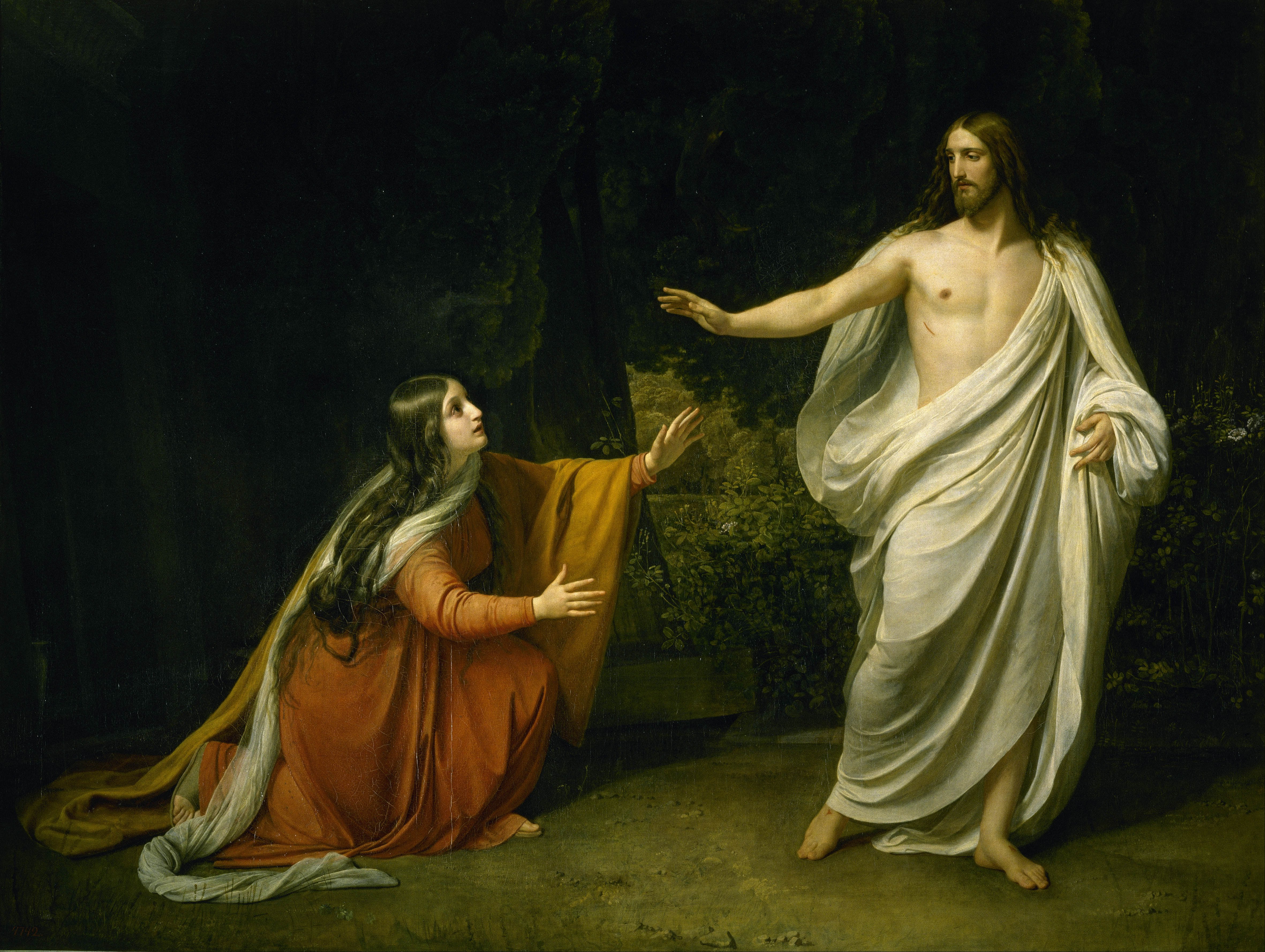
『ノリ・メ・タンゲレ』（私に触れるな） アレクサンドル・アンドレイェヴィチ・イワノフ画
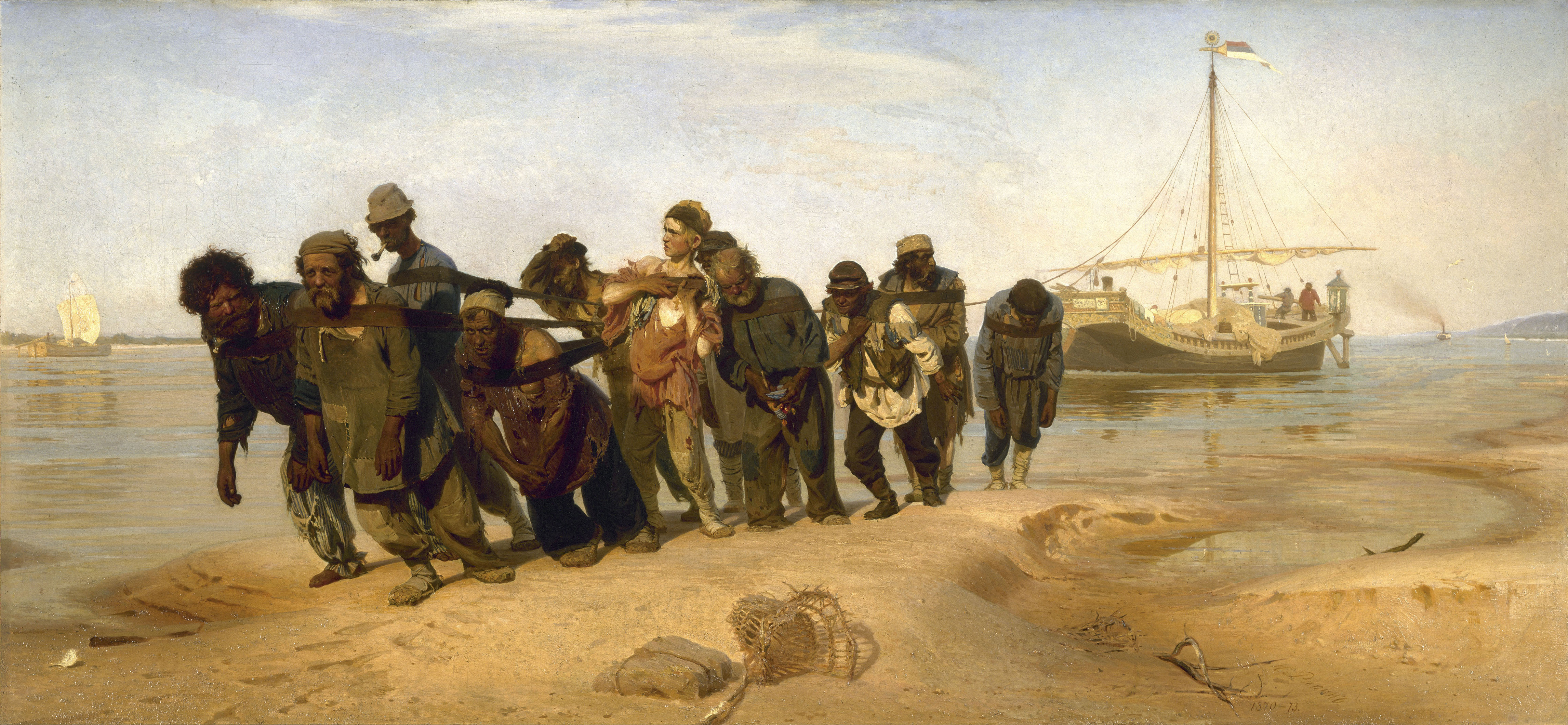
『ヴォルガの船引き』 イリヤ・レーピン画
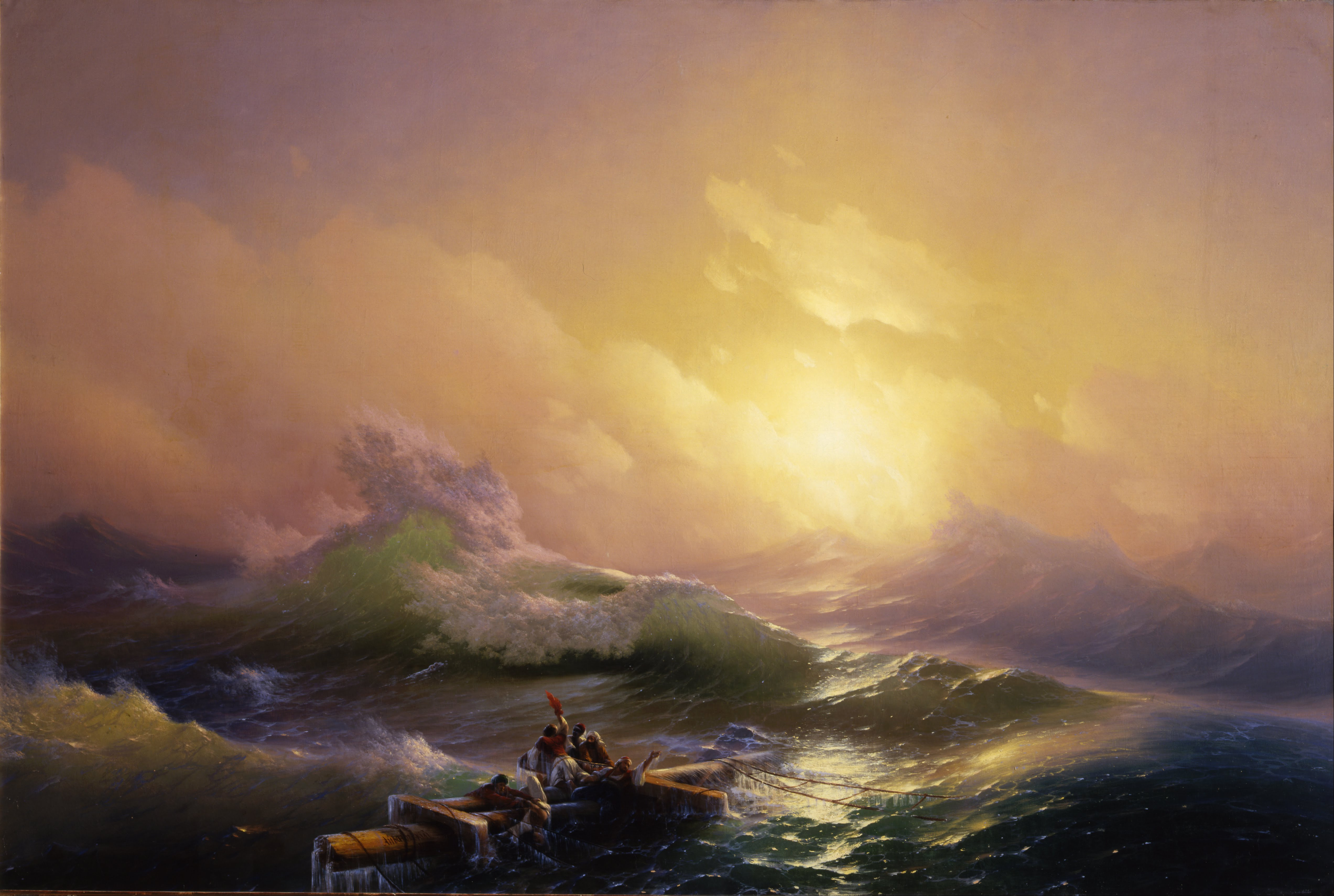
『第九の波』 イヴァン・アイヴァゾフスキー画
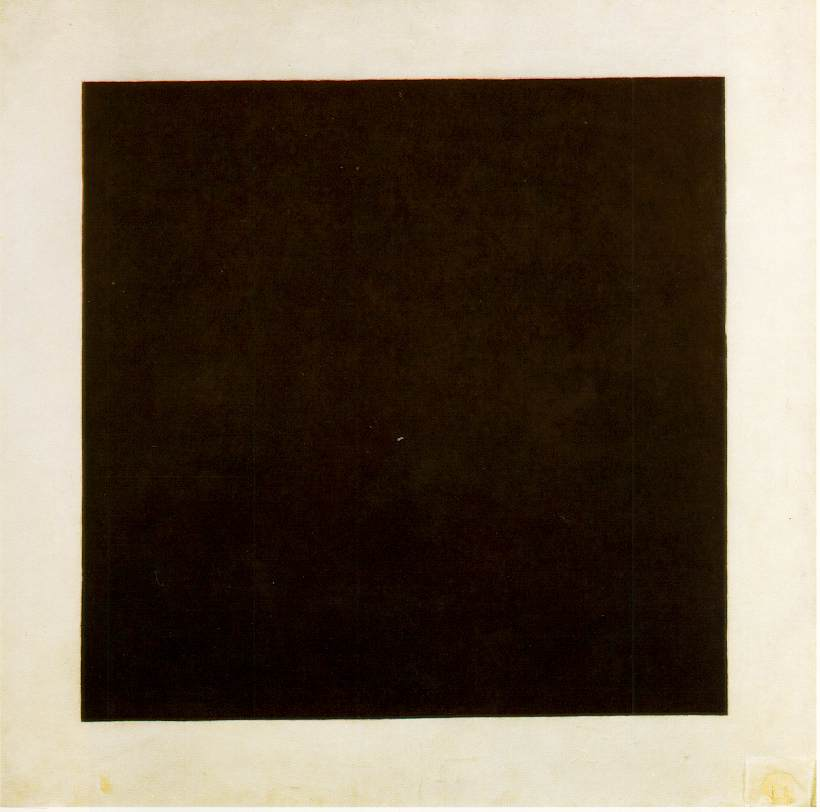
『黒の正方形』 カジミール・マレーヴィチ画
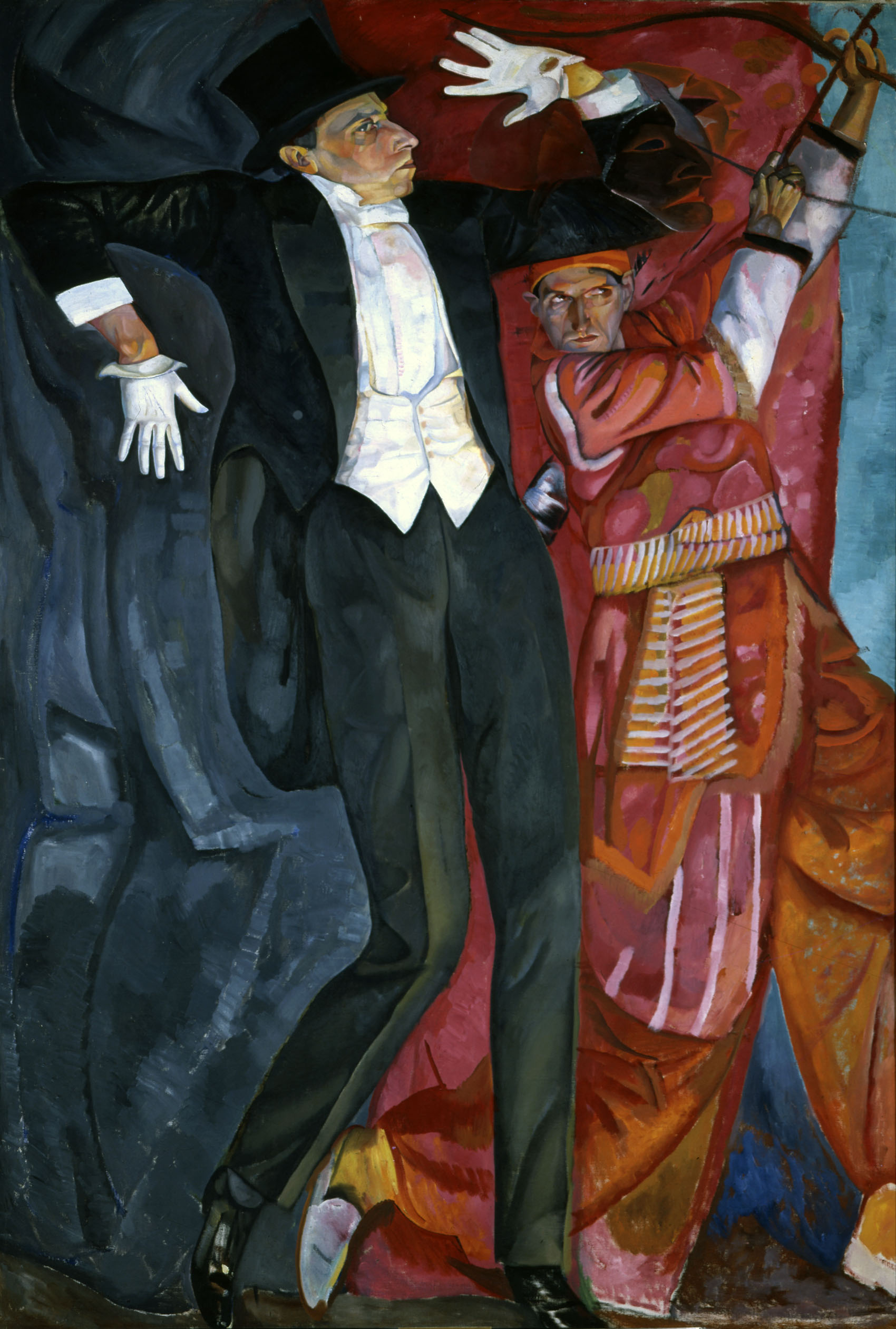
舞台監督 フセヴォロド・メイエルホリドの肖像画(1916) ボリス・グリゴリエフ画